# A MacGyver (2016) epizódjainak listája
Ez a lista a MacGyver című 2016-os amerikai sorozat epizódjait tartalmazza.

## Évados áttekintés
| Évad | Évad | Részek száma | Részek száma | Eredeti sugárzás     | Eredeti sugárzás  | Eredeti adó | Magyar sugárzás     | Magyar sugárzás     | Magyar adó |
| Évad | Évad | Részek száma | Részek száma | Évadbemutató         | Évadzáró          | Eredeti adó | Évadbemutató        | Évadzáró            | Magyar adó |
| ---- | ---- | ------------ | ------------ | -------------------- | ----------------- | ----------- | ------------------- | ------------------- | ---------- |
|      | 1.   | 21           | 21           | 2016. szeptember 23. | 2017. április 14. | CBS         | 2018. március 11.   | 2018. június 24.    | AXN        |
|      | 2.   | 23           | 23           | 2017. szeptember 29. | 2018. május 4.    | CBS         | 2018. június 24.    | 2018. szeptember 9. | AXN        |
|      | 3.   | 22           | 22           | 2018. szeptember 28. | 2019. május 10.   | CBS         | 2019. március 16.   | 2019. június 22.    | AXN        |
|      | 4.   | 13           | 13           | 2020. február 7.     | 2020. május 8.    | CBS         | 2020. szeptember 5. | 2020. november 28.  | AXN        |
|      | 5.   | 15           | 15           | 2020. december 4.    | 2021. április 30. | CBS         | 2021. április 10.   | 2021. október 30.   | AXN        |

## Epizódok

### Első évad (2016-17)
| Sor. | Év. | Cím                         | Rendező                   | Író                                                                         | Premier                                | Nézettség    |
| --- | --- | --------------------------- | ------------------------- | --------------------------------------------------------------------------- | -------------------------------------- | ------------ |
| 1. | 1.  | Feltámadás (The Rising)     | James Wan                 | Történet: Peter M. Lenkov és Paul Downs Colaizzo Tévéjáték: Peter M. Lenkov | 2016. szeptember 23. 2018. március 11. | 10,90 millió |
| Angus „Mac” MacGyver és Jack Dalton, a Külszolgálatok Hivatalának egyik titkosügynöke együtt próbálja megtalálni azt az eltűnt biológiai fegyvert, amelynek egy cseppje képes elvenni embereik ezreinek az életét. |     |                             |                           |                                                                             |                                        |              |
| 2. | 2.  | Fékművész (Metal Saw)       | Jerry Levine              | Craig O'Neill                                                               | 2016. szeptember 30. 2018. március 11. | 9,07 millió  |
| MacGyver és csapata megpróbálja kiszabadítani Sarah-t, Jack egykori CIA-s társát/barátnőjét, aki Venezuelában tűnt el, miután bizonyítékot talált egy nemzetközi fegyverkereskedő ellen. |     |                             |                           |                                                                             |                                        |              |
| 3. | 3.  | Cipészár (Awl)              | Matt Earl Beesley         | David Slack                                                                 | 2016. október 7. 2018. március 18.     | 8,09 millió  |
| MacGyver és csapata Malajziába utazik, hogy kivonja a forgalomból az egyik terrorista csoport pénztárnokát, Ralphot, aki kulcsfontosságú információkkal rendelkezik egy közelgő támadással kapcsolatosan. De a küldetés kisiklik, amikor a férfit meglövik. MacGyvernek csak egy jogosítvány és egy kézfertőtlenítő áll rendelkezésére, hogy életben tartsa Ralphot, amíg ki nem szedik belőle a terroristák tervét.                                                                                   |     |                             |                           |                                                                             |                                        |              |
| 4. | 4.  | Drótvágó (Wire Cutter)      | Joe Dante                 | John Turman                                                                 | 2016. október 14. 2018. március 18.    | 7,44 millió  |
| Mac és Jack két, hozzájuk hasonló, csak kissé idősebb kollégájukkal, egy orosz bomba programozóval és az ő segítőjével dolgoznak össze annak érdekében, hogy hatástalanítsanak egy, a szovjet időkből visszamaradt robbanófejet Moszkvában. De amikor a robbanófej hatástalanításához szükséges ósdi számítógép használhatatlanná válik, Macnek megoldást kell találnia arra, hogy egy ragasztószalaggal és egy drótdarabbal hozza helyre a készüléket, ha meg szeretne előzni egy újabb hidegháborút. |     |                             |                           |                                                                             |                                        |              |
| 5. | 5.  | Fogpiszkáló (Toothpick)     | Bobby Roth                | Nancy Kiu                                                                   | 2016. október 21. 2018. március 25.    | 7,95 millió  |
| MacGyvernek egy karfa, egy függönyrúd és egy fogpiszkáló segítségével kell helyrehoznia egy eltérített vonatot ahhoz, hogy meg tudjon védeni egy informátort, akinek bizonyítéka van arról, hogy a főnöke fegyvereket adott el az USA ellenségeinek. |     |                             |                           |                                                                             |                                        |              |
| 6. | 6.  | Csavarkulcs (Wrench)        | Alec Smight               | Brian Durkin                                                                | 2016. október 28. 2018. március 25.    | 7,27 millió  |
| MacGyvernek egy csavarkulcs és egy kötél segítségével kell hatástalanítania egy bombát, amelyet az ENSZ székháza mellett helyezett el régi ellensége, a „Szellem”. Ő egy megrögzött bűnöző, aki annak idején megölte MacGyver mentorát, ezért mindenképpen le akarja őt vadászni, mielőtt ismételten lecsapna. |     |                             |                           |                                                                             |                                        |              |
| 7. | 7.  | Konzervnyitó (Can Opener)   | Omar Madha                | Sean Hennen                                                                 | 2016. november 4. 2018. április 1.     | 7,59 millió  |
| MacGyver azt a feladatot kapja, hogy épüljön be egy magas biztonsági fokozatú börtönbe, majd onnan néhány elem és só segítségével szabadítsa ki El Noche-t, egy drogbárót. Onnan a kartell rejtekhelyére kellene követnie, ahol fel kell számolnia a kartellt. |     |                             |                           |                                                                             |                                        |              |
| 8. | 8.  | Dugóhúzó (Corkscrew)        | Janice Cooke              | Lindsey Allen                                                               | 2016. november 11. 2018. április 1.    | 7,65 millió  |
| Amikor MacGyver szemtől-szembe kerül Murdoc-kal, egy nemzetközi bérgyilkossal, akit az ő meggyilkolására béreltek fel, Macnek önmagát és Bozert is meg kell védenie. Ehhez mindössze egy dugóhúzó és egy tekercs törlőkendő áll rendelkezésre. Bozer úgy érzi, hogy elárulták, amikor megtudja, ki is Mac valójában. |     |                             |                           |                                                                             |                                        |              |
| 9. | 9.  | Véső (Chisel)               | Brad Tanenbaum            | Bret VandenBos és Brandon Willer                                            | 2016. november 18. 2018. április 8.    | 8,12 millió  |
| MacGyvernek és csapatának egy véső és egy levélgyufa segítségével kell megvédeniük az USA nagykövetségét Lettországban olyan szélsőségesek ellen, akik megpróbálják kiszabadítani a vezetőjüket. Bozer komoly döntés elé kerül most, hogy tudja, ki is Mac valójában. |     |                             |                           |                                                                             |                                        |              |
| 10. | 10. | Csípőfogó (Pliers)          | Lee Rose                  | Brian Durkin                                                                | 2016. december 9. 2018. április 8.     | 7,42 millió  |
| Macnek és csapatának nincs ideje nosztalgiázni, amikor meglátogatják Mac és Bozer szülővárosát, mivel azonnal hozzá kell látniuk, hogy megtalálják Valerie-t, azt a csodagyereket, akit Mac korábbi középiskolájából raboltak el. Mac számára csak egy harapófogó és némi drót áll rendelkezésére, hogy megmentse a fiatal tehetséget, akivel sok mindenben hasonlítanak egymásra. |     |                             |                           |                                                                             |                                        |              |
| 11. | 11. | Olló (Scissors)             | Stephen Herek             | Lindsay Allen és Nancy Kiu                                                  | 2016. december 16. 2018. április 15.   | 7,67 millió  |
| Riley rejtélyes módon eltűnik, MacGyver és Jack pedig a kutatására indul. Egy mikrohullámú sütő és egy elosztóaljzat segítségével törnek be az NSA-hoz, ami akár a harmadik világháború kirobbanásához is vezethetne. Bozer első hivatalos küldetésére indul, Jack pedig beszámol Diane-nel, Riley édesanyjával való kapcsolatáról. |     |                             |                           |                                                                             |                                        |              |
| 12. | 12. | Csavarhúzó (Screwdriver)    | Craig Siebels             | Történet: Peter M. Lenkov Tévéjáték: Craig O'Neill és David Slack           | 2017. január 6. 2018. április 22.      | 8,42 millió  |
| MacGyvernek egy csavarhúzó és egy rovarirtó spray segítségével kell megtalálnia az USA kormányába beépült téglát, aki titkos információkat szivárogtat ki egy olyan szervezet számára, amely megpróbálja tönkretenni a Phoenix Alapítványt. Sarah visszatér, hogy segítsen a küldetésben, Nikki pedig ismét előkerül, de Mac nem tudja megmondani, hogy melyik oldalon. |     |                             |                           |                                                                             |                                        |              |
| 13. | 13. | Penge (Large Blade)         | Sylvain White             | Andrew Karlsruher                                                           | 2017. január 13. 2018. április 29.     | 7,64 millió  |
| Egy háborús bűnös elfogását követően Mac és Jack helikopter balesetet szenved Kazahsztán egy távoli területén. A pilóta megsérül, a fogoly pedig megszökik Jack fegyverével. MacGyvernek egy nagyméretű penge és egy vizes palack segítségével kell segítséget hívnia, mivel a pilóta állapota egyre csak romlik, és fennáll a veszélye, hogy a háborús bűnös foglyul ejti őket. |     |                             |                           |                                                                             |                                        |              |
| 14. | 14. | Halk szerszám (Fish Scaler) | Eagle Egilsson            | Történet: John Turman Tévéjáték: Craig O'Neill és David Slack               | 2017. február 3. 2018. május 6.        | 7,43 millió  |
| Mac-nek és Jacknek egy halpikkelyező és néhány horgászzsinór segítségével kell elkapnia egy korrupt FBI-ügynököt, aki hamisan vádolt meg egy férfit gyilkossággal. A csapatban mindenki riadtan várja, hogy megkapják az első teljesítményértékelésüket Matty-től, a szigorú új főnöküktől. |     |                             |                           |                                                                             |                                        |              |
| 15. | 15. | Nagyító (Magnifying Glass)  | Stephen Herek             | Brian Durkin                                                                | 2017. február 10. 2018. május 13.      | 8,02 millió  |
| Amikor Matty keresztlányát és annak barátját megölik San Francisco egyik parkjában, Mac és csapata nyomozni kezd az ügyben, és hamar felmerül a gyanú, hogy az 1970-es évekbeli Zodiákus gyilkos tért vissza. |     |                             |                           |                                                                             |                                        |              |
| 16. | 16. | Kampó (Hook)                | Tawnia McKiernan          | Nancy Kiu                                                                   | 2017. február 17. 2018. május 20.      | 7,24 millió  |
| Miközben megpróbálnak a veszélyes szökevény, Aaron Deckard nyomára bukkanni, Mac és Jack a gonosz Colton családdal kerül szembe. Ez az a fejvadász család, aki a célpontjukat is elrabolta. Macnek egy horog és egy vonókötél segítségével kell megszöktetnie a bűnözőt a Coltonoktól, akik nincsenek tisztában, hogy milyen veszélyes helyzetbe kerültek. Bozer és Riley megpróbál hozzáférni Jack CIA-s aktájához, hogy megtudják, milyen múlt fűzi Matty-hez.                                       |     |                             |                           |                                                                             |                                        |              |
| 17. | 17. | Vonalzó (Ruler)             | Antonio Negret            | Andrew Karlsruher                                                           | 2017. február 24. 2018. május 27.      | 6,93 millió  |
| Bozer első tengerentúli küldetése rendkívül rossz fordulatot vesz, amikor Macet és csapatát vádolják egy terrorista robbantással, a Phoenix Alapítvány pedig kénytelen emiatt megszakítani velük a kapcsolatot. A csapatnak egy vonalzó és némi kókuszolaj segítségével kell álcázniuk magukat, hogy elkerüljék a hatóságokat, és tisztázni tudják a nevük mindenféle háttértámogatás nélkül. |     |                             |                           |                                                                             |                                        |              |
| 18. | 18. | Elemlámpa (Flashlight)      | Jonathan Brown            | Lindsay Allen                                                               | 2017. március 10. 2018. június 3.      | 7,73 millió  |
| Amikor Mac és csapata Hawaiiba utazik, hogy egy földrengésnél nyújtsanak segítséget, a Five-O akciócsoportból Chinnel és Konoval próbálnak együttműködni, hogy kimentsenek egy állami tudóscsoportot, akik egy épületben ragadtak. De ahogy nekilátnak a bonyolult mentési műveletnek, egy csoport, amelyik a káoszt próbálja meg kihasználni a figyelem eltereléséhez, megkísérli ellopni a titkos fegyvert a tudósoktól.                                                                             |     |                             |                           |                                                                             |                                        |              |
| 19. | 19. | Iránytű (Compass)           | Christine Moore           | Lee David Zlotoff                                                           | 2017. március 31. 2018. június 10.     | 6,56 millió  |
| Mac és Jack Mac közeli M.I.T.-s barátjának segít, miután a nő megrendezte a saját halálát, mivel rájött, hogy valaki meg akarja ölni a tudományos kutatásai miatt. |     |                             |                           |                                                                             |                                        |              |
| 20. | 20. | Lyukasztó (Hole Puncher)    | Elizabeth Allen Rosenbaum | Craig O'Neill és David Slack                                                | 2017. április 7. 2018. június 17.      | 6,82 millió  |
| Amikor a csapat elfogja egy terrorista csoport Murdocnak szánt üzenetét, Mac pszichopatának tetteti magát annak érdekében, hogy megvédje a célszemélyt, és megtudja, hogy miért akarják Murdocot rávenni, hogy megölje őt. |     |                             |                           |                                                                             |                                        |              |
| 21. | 21. | Szivarvágó (Cigar Cutter)   | Stephen Herek             | Történet: Craig O'Neill és David Slack Tévéjáték: Peter M. Lenkov           | 2017. április 14. 2018. június 24.     | 6,57 millió  |
| Az évad záró epizódja. Murdoc halad tovább a MacGyver elleni bosszúról szőtt tervével, és a nemrég szabadult egykori cellatársát fogadja fel, hogy laboratóriumi technikusként szivárogjon be a Phoenix épület komplexumba, és öljön meg minden ügynököt, akit ott talál. |     |                             |                           |                                                                             |                                        |              |

### Második évad (2017-18)
| Sor. | Év. | Cím                                                               | Rendező             | Író                                                                   | Premier                               | Nézettség   |
| --- | --- | ----------------------------------------------------------------- | ------------------- | --------------------------------------------------------------------- | ------------------------------------- | ----------- |
| 22. | 1.  | Csináld magad, vagy kicsinálod magad (DIY or DIE)                 | Stephen Herek       | Peter M. Lenkov és Craig O'Neill és David Slack                       | 2017. szeptember 29. 2018. június 24. | 6,69 millió |
| MacGyver és a csapat egy mobiltelefon és a futball labda segítségével próbálja megtalálni a tengerészgyalogosokat, akikről úgy vélik, hogy valahol a Közel-Keleten kerültek fogságba. |     |                                                                   |                     |                                                                       |                                       |             |
| 23. | 2.  | Sportkocsi és gémkapocs (Muscle Car + Paper Clip)                 | Ericson Core        | Nancy Kiu                                                             | 2017. október 6. 2018. július 1.      | 6,38 millió |
| Mac és a csapat egy nyaklánc és egy mikrohullámú vevő segítségével próbálja meg megtalálni Riley-t, miután balul sül el a nő első küldetése egy csapat veszélyes hacker ellen. |     |                                                                   |                     |                                                                       |                                       |             |
| 24. | 3.  | Ruletkerék és drót (Roulette Wheel + Wire)                        | Duane Clark         | Justin Lisson                                                         | 2017. október 13. 2018. július 1.     | 6,74 millió |
| MacGyver és csapata egy pár mandzsettagomb és némi drót segítségével vegyül el egy kaszinóban, ahol megpróbálnak gyémántokat ellopni egy széfből, mielőtt egy terrorista csoport odaérne, és tömegpusztító fegyverekre cserélné el az ékszereket. |     |                                                                   |                     |                                                                       |                                       |             |
| 25. | 4.  | Röntgen és pénzérme ("X-Ray + Penny)                              | Bethany Rooney      | Craig O'Neill és David Slack                                          | 2017. október 20. 2018. július 8.     | 6,77 millió |
| Mac Franciaországba utazott, hogy megtalálja apját, majd hazajön és hamarosan Murdoc egyik embere elkábítja, és elrabolja. Mac egy tű és a fogai segítségével szabadul ki, hogy aztán a csapatával együtt megmentse Murdoc következő áldozatát. Samantha aláveti Mac-et egy memória újraélesztési folyamaton, hogy megtalálják Murdoc rejtekhelyét, de mire a Phoenix-csapat odaér Murdoc eltűnik. |     |                                                                   |                     |                                                                       |                                       |             |
| 26. | 5.  | Koponya és elektromágnes (Skull + Electromagnet)                  | Liz Allen Rosenbaum | Lindsey Allen                                                         | 2017. október 27. 2018. július 8.     | 6,45 millió |
| A csapat kénytelen otthagyni a Halloweenre tervezett mulatságot, mivel a rettegett Bermuda-háromszögbe kell utazniuk annak érdekében, hogy megmentsék az alelnök fiát, akinek a gépe lezuhan egy rejtélyes rabbal a fedélzetén. A csapat a túlélők helyének meghatározásán dolgozik, miközben fény derül a rab személyazonosságára, aki egy korábbi CIA-ügynökből lett áruló. |     |                                                                   |                     |                                                                       |                                       |             |
| 27. | 6.  | Sugárhajtó és autóút (Jet Engine + Pickup Truck)                  | Stephen Herek       | Andrew Karlsruher                                                     | 2017. november 3. 2018. július 15.    | 7,09 millió |
| Mac és csapata egy kazettás magnó és egy műanyag vödör segítségével próbál meg eloltani egy olajkútnál kitört tüzet egy nigériai faluban. A tüzet egy lázadó csoport gyújtotta, mivel a legfontosabb erőforrások megsemmisítése révén akarják megdönteni saját kormányukat. Bár az akció sikeres, Riley és Bozer fegyelmi eljárásban részesül, mivel nem engedelmeskedtek Matty evakuálási parancsának. |     |                                                                   |                     |                                                                       |                                       |             |
| 28. | 7.  | Szigetelőszalag és Jack (Duct Tape + Jack)                        | Gabriel Beristain   | Brian Durkin                                                          | 2017. november 10. 2018. július 15.   | 7,27 millió |
| MacGyver egy hősugárzó és némi tabasco szósz segítségével nyújt segítséget egy ecuadori elnökjelöltnek abban, hogy eljusson hozzá az a donor szív, amelyre már nagyon nagy szüksége van, miután egy lázadó csoport megakadályozta a szerv elszállítását. Közben betörtek Jack lakásába, Bozer segítséget kap a Phoenix csapat törvényszéki segítőjétől, Jill-től, hogy visszaszerezze Jack dolgait, beleértve Jack apjának dögcéduláját is. |     |                                                                   |                     |                                                                       |                                       |             |
| 29. | 8.  | Térkitöltő chips és tűz (Packing Peanuts + Fire)                  | Stacey K. Black     | Lindsey Allen                                                         | 2017. november 17. 2018. július 22.   | 7,17 millió |
| MacGyver és Jack egy asztalterítő és egy cipőfűző segítségével „ellop” egy felbecsülhetetlen értékű festményt, hogy kicsalogassanak egy hírhedt orgazdát a rejtekhelyéről, de meg kell küzdeniük az orgazda csapatával is, nehogy átverjék őket a festménnyel. Riley rég nem látott apja, Elwood szeretne visszatérni lánya életébe, Matty pedig kémképző táborba küldi Bozert. |     |                                                                   |                     |                                                                       |                                       |             |
| 30. | 9.  | CD-ROM és alufólia (CD-ROM + Hoagie Foil)                         | Bobby Roth          | Marqui Jackson és Nancy Kiu                                           | 2017. december 1. 2018. július 22.    | 6,61 millió |
| Mac és a csapat halálos mennyiségű ideggázt szállító indonéz zsoldos csapatot követ abban a reményben, hogy nyomára bukkanhatnak veszélyes vezetőjüknek. Jack szembekerül Elwooddal Riley miatt, Bozer pedig a határait feszegeti a kémiskolában. |     |                                                                   |                     |                                                                       |                                       |             |
| 31. | 10. | Központ és hajó (War Room + Ship)                                 | Tawnia McKiernan    | Brian Durkin és Andrew Karlsruher                                     | 2017. december 8. 2018. július 29.    | 7,21 millió |
| Amikor 32 főiskolai tanuló egy kigyulladó kutatóhajón reked az Északi-tenger közepén, Mac videobeszélgetésen keresztül érzelmi kapcsolatot alakít ki a csoport vezetőjével , és így segít nekik életben maradni, amíg a mentőhajóra várnak. Jack elrabolja Elwoodot, hogy megtudja, hogy milyen csalásra készül. Bozer Leanna iránti érzései tovább erősödnek. |     |                                                                   |                     |                                                                       |                                       |             |
| 32. | 11. | Golyó és toll (Bullet + Pen)                                      | Carlos Bernard      | Marqui Jackson                                                        | 2017. december 15. 2018. július 29.   | 6,87 millió |
| A los angelesi rendőrség félbeszakítja a csapat karácsonyi ünnepségét, és letartóztatja Mac-et terrorizmus vádjával, mivel egy holttestet találtak egy olyan bomba által lerombolt épületben, amelyet Mac készített. |     |                                                                   |                     |                                                                       |                                       |             |
| 33. | 12. | Mac és Jack (Mac + Jack)                                          | Ron Underwood       | Történet: Peter M. Lenkov Tévéjáték: Craig O'Neill és David Slack     | 2018. január 5. 2018. augusztus 5.    | 7,83 millió |
| Amikor Mac és Jack bennragad Mac házában, mivel Mac ősellensége, a Szellem telepakolta azt robbanóanyaggal, Mac egy karaoke mikrofon és egy audio átalakító segítségével tudatja a csapattal, hogy ez a bomba csak eltereli a figyelmet egy sokkal nagyobb bombáról. Egy visszapillantás révén feltárul előttünk Mac és Jack sokat vitatott első találkozása. |     |                                                                   |                     |                                                                       |                                       |             |
| 34. | 13. | Széndioxid érzékelő és faág (CO2 Sensor + Tree Branch)            | Brad Turner         | Történet: Timothy J. Lea Tévéjáték: Adam Beechen                      | 2018. január 12. 2018. augusztus 5.   | 8,14 millió |
| Mac részt vesz egy versenyen, amelyet a kormánynak dolgozó ügynökök számára szerveznek, és amelyen harci robotokat kell készíteni. Mac kénytelen segíteni legnagyobb ellenfelének, Allie-nak is, amikor valaki meghackeli a robotját, és az a Pentagon fele veszi az irányt. Jack középiskolai osztálytalálkozóra megy abban a reményben, hogy megmérkőzhet egy régi riválisával, aki elorozta előle a bálkirályi címet. |     |                                                                   |                     |                                                                       |                                       |             |
| 35. | 14. | Mardi Gra + Chair (Mardi Gras Beads + Chair)                      | Mike Martinez       | Történet: Brian Durkin Tévéjáték: Marqui Jackson és Andrew Karlsruher | 2018. január 19. 2018. augusztus 12.  | 7,68 millió |
| A csapat New Orleansba indul, hogy felkutasson egy csaló művészt, aki „Jacoby herceg” (ami Jack egyik régi CIA-s álneve) feleségének adja ki magát. Eközben Jack komoly veszélybe kerül, amikor a „herceg” régi ellensége is előbukkan, hogy bosszút álljon. Közben Riley felfedezi, hogy Bozer a Phoenix csapat biztonságos kommunikációs csatornája segítségével beszélgetett Leannával. |     |                                                                   |                     |                                                                       |                                       |             |
| 36. | 15. | Murdoch és bilincs (Murdoc + Handcuffs)                           | Stephen Herek       | Marqui Jackson                                                        | 2018. február 2. 2018. augusztus 12.  | 7,27 millió |
| Miután Murdoc egyik bérgyilkosa beleegyezik, hogy átadja Murdocot MacGyvernek 10 millió dollárért, a csapat kénytelen lesz Murdoc védelmére kelni, mivel egykori mentora, Nicholas Helman mindenképpen holtan akarja látni a férfit. Murdoc találkozhat a fiával mielőtt ismét börtönbe kerül, de ő és a fia elszöknek. Jack ráeszmél, hogy valószínűleg még mindig érez valamit Riley édesanyja, Diane iránt. |     |                                                                   |                     |                                                                       |                                       |             |
| 37. | 16. | Függőágy és erkély (Hammock + Balcony)                            | Eagle Egilsson      | Justin Lisson                                                         | 2018. március 2. 2018. augusztus 19.  | 6,93 millió |
| MacGyver, Leanna, Riley és Bozer nászutas pároknak tettetik magukat egy nyaralóhelyre, hogy ott szerezzenek információt egy szerb háborús bűnösről, annak friss házas fiától. Bozer azon gondolkozik, hogy vajon Matty tud-e Leannaval való kapcsolatáról, Jack pedig felfogadja Elwoodot, hogy segítsen neki betörni Matty házába. |     |                                                                   |                     |                                                                       |                                       |             |
| 38. | 17. | Medvecsapda és maffiavezér (Bear Trap + Mob Boss)                 | Steven A. Adelson   | Nancy Kiu                                                             | 2018. március 9. 2018. augusztus 19.  | 6,61 millió |
| Mac, Jack és Riley gengszterből lett besúgót keresnek, akit elraboltatott és Csernobilba vitetett egy nemzetközi bűnbanda feje, aki attól tartott, hogy a besúgó terhelő információkat adhat át róla a CIA-nak. Bozer küzd, hogy elhallgasson egy titkot Matty elől. |     |                                                                   |                     |                                                                       |                                       |             |
| 39. | 18. | Riley és repülőgép (Riley + Airplane)                             | Antonio Negret      | Lindsey Allen                                                         | 2018. március 30. 2018. augusztus 26. | 6,43 millió |
| Matty és csapata, Emil Beck, egy korábban a kormánynak dolgozó informatikus felkeresésére indul, aki titkos hírszerzési adatokat lopott, és eddig még nem sikerült őt elkapni. Összefognak Coltonékkal, a fejvadász családdal, akik ugyanezt a férfit keresik, de más okból. Mac és Jack elkapják Beck-et, de túl későn érkeznek meg, így nem tudják megállítani, hogy lefegyverezzen egy repülőgépet az ügyfeleinek. Billy, Riley és Palmer ezen a gépen ülnek, így Riley feladata, hogy belépjen a gép szoftverébe és megmentse magát és többi utastársát. |     |                                                                   |                     |                                                                       |                                       |             |
| 40. | 19. | 100 dollárosok és szürke táskák (Benjamin Franklin + Grey Duffle) | Sharat Raju         | Történet: Andrew Klein Tévéjáték: Andrew Karlsruher                   | 2018. április 6. 2018. augusztus 26.  | 6,68 millió |
| Mac és a csapat Dawn CIA-s főnökének halála ügyében nyomoz. A bizonyítékok egy korrupt CIA-ügynökhöz, valamint egy kiterjedt pénzhamisító hálózathoz, a perui Lima-ba vezetnek. Megtalálják a pénzhamisító létesítményt, melyet épp érkezésükkor akar az egyik hamisító kipakolni. A gyanúsított telefonja segítségével kiderül a korrupt ügynök kiléte, aki lebukását követően elrabolja Matty-t. |     |                                                                   |                     |                                                                       |                                       |             |
| 41. | 20. | Felhőkarcoló és áram (Skyscraper – Power)                         | Peter Weller        | Brian Durkin és Joshua Brown                                          | 2018. április 13. 2018. szeptember 2. | 6,38 millió |
| Mac és Jack megpróbálja kiszabadítani egy milliárdos fiát, akit egy volt tengerészgyalogos rabolt el. Az egykori katona egy elektromágneses impulzusokat kibocsátó fegyverrel üti ki az áramellátást és a kommunikációs vonalakat a shanghai felhőkarcolóban, ahol a fiú lakik. |     |                                                                   |                     |                                                                       |                                       |             |
| 42. | 21. | Szél és víz (Wind + Water)                                        | Mark Manos          | Lee David Zlotoff                                                     | 2018. április 20. 2018. szeptember 2. | 6,27 millió |
| Miközben MacGyver Puerto Ricoban segít barátjának újjáépíteni a hurrikán által megrongált házát, túszul ejtik a barátja által vezetett bankban, ahonnan a bankrablók megpróbálnak 2 millió dollárt elrabolni. |     |                                                                   |                     |                                                                       |                                       |             |
| 43. | 22. | UFO és az 51-es körzet (UFO + Area 51)                            | Ericson Core        | Történet: Marqui Jackson Tévéjáték: Lindsey Allen és Nancy Kiu        | 2018. április 27. 2018. szeptember 9. | 6,26 millió |
| Mac-et és Riley-t megtámadja egy csoport maszkos férfi, miután a kormány felkéri őket, hogy vizsgáljanak meg egy rejtélyes tárgyat, amely a nevadai sivatagban landolt. Riley új információhoz jut Mac apjával kapcsolatban, de nem biztos benne, hogy jó ötlet átadni neki, miután Mac elmondta, hogy már épp itt az ideje továbblépni. |     |                                                                   |                     |                                                                       |                                       |             |
| 44. | 23. | MacGyver és MacGyver (MacGyver + MacGyver)                        | Stephen Herek       | Craig O'Neill és David Slack                                          | 2018. május 4. 2018. szeptember 9.    | 6,10 millió |
| MacGyvernek sokkoló meglepetésben van része, amikor megpróbálja elmondani Matty-nek, hogy kilép a Phoenix Alapítványból. Los Angelesben Bozer megtudja, hogy Leanna a Phoenix Alapítványnak fog dolgozni. |     |                                                                   |                     |                                                                       |                                       |             |

### Harmadik évad (2018-19)
| Sor. | Év. | Cím                                                                       | Rendező            | Író                                                          | Premier                                | Nézettség   |
| --- | --- | ------------------------------------------------------------------------- | ------------------ | ------------------------------------------------------------ | -------------------------------------- | ----------- |
| 45. | 1.  | Improvizáció (Improvise)                                                  | Stephen Herek      | Peter M. Lenkov és Craig O'Neill                             | 2018. szeptember 28. 2019. március 16. | 5,77 millió |
| Három hónappal azt követően, hogy kilépett a Phoenix Alapítványból, és Nigériába költözött, Mac félreteszi édesapjával való nézeteltéréseit, és visszatér, amikor azt hallja, hogy Jack került annak a vérengző diktátornak a célkeresztjébe, akit korábban még ő ejtett át. |     |                                                                           |                    |                                                              |                                        |             |
| 46. | 2.  | Bravó, hűség és barátság (Bravo Lead + Loyalty + Friendship)              | Duane Clark        | Brian Durkin                                                 | 2018. október 5. 2019. március 16.     | 5,73 millió |
| Jack segélykérő jelzést kap egyik korábbi Delta kommandós haverjától, akit tévesen külföldi terrorista tevékenységgel vádolnak, ezért MacGyver és Jack sebtében összeszedi Jack régi Delta csapatának maradék tagjait, és egy engedély nélküli titkos akcióba kezdenek. |     |                                                                           |                    |                                                              |                                        |             |
| 47. | 3.  | Bozer, pia és vissza a padba (Bozer + Booze + Back to School)             | Tessa Blake        | Nancy Kiu                                                    | 2018. október 12. 2019. március 23.    | 6,16 millió |
| MacGyver, Riley, Bozer és Leanna titkos bevetésre indul egy egyetemi campusra, hogy kifüstöljenek egy fedett ügynököt, aki diákokat bérel fel arra, hogy halálos támadásokat hajtsanak végre szerte a világban. Jack csatlakozik a fejvadász Billy Coltonhoz egy szökevény utáni hajsza erejéig, de aggódni kezd, amikor megtudja, hogy Billy munkát ajánlott Rileynak. |     |                                                                           |                    |                                                              |                                        |             |
| 48. | 4.  | Merészség, üzemanyag és remény (Guts + Fuel + Hope)                       | Peter Weller       | Rob Pearlstein                                               | 2018. október 19. 2019. március 23.    | 6,01 millió |
| MacGyver és Riley, valamint egy elkeseredett édesapa kénytelen megoldást találni arra, hogy miként juttassanak el egy folyékony oxigénnel teli tartálykocsit a lázadók ellenőrzése alatt álló területen át egy olyan gyermekkórházba, amely hamarosan kifogy a készletekből. Riley segít MacGyvernek eldönteni, hogy jó ötlet-e visszaengedni édesapját az életébe. |     |                                                                           |                    |                                                              |                                        |             |
| 49. | 5.  | Halottak napja, bandatagok és család (Dia de Muertos + Sicarios + Family) | Eagle Egilsson     | Jim Adler és Andrew Karlsruher                               | 2018. október 26. 2019. március 30.    | 5,90 millió |
| Amikor rosszul sül el Oversight azon kísérlete, hogy elfogja egy drogkartell vezetőjét, MacGyver és Jack Mexikóba siet, hogy az idővel versenyt futva menekítse ki főnökét a Dia de Muertos, azaz a halottak napját ünneplő országból. Bozer és Riley a Halloweent használja fel elterelésképpen arra, hogy titkos információkat szerezzen egy árulással gyanúsított férfiról. |     |                                                                           |                    |                                                              |                                        |             |
| 50. | 6.  | Murdoc, Macgyver és Murdoc (Murdoc + MacGyver + Murdoc)                   | Stephen Herek      | Craig O'Neill                                                | 2018. november 2. 2019. március 30.    | 6,06 millió |
| Murdoc elrabolja MacGyver barátnőjét, Nashát, és ezzel próbálja rákényszeríteni Macet arra, hogy segítsen kiszabadítani fiát, Cassiant egy emberrabló karmaiból. Egy veszélyes alak is felbukkan Murdoc köreiből, és némi betekintést enged Macnek a gonosztevő múltjába. |     |                                                                           |                    |                                                              |                                        |             |
| 51. | 7.  | Guberálok, merevlemez és szitakötő (Scavengers + Hard Drive + Dragonfly)  | Gabriel Beristain  | Andrew Karlsruher                                            | 2018. november 9. 2019. április 6.     | 6,43 millió |
| Matty Ghánába küldi MacGyvert és csapatát annak érdekében, hogy visszaszerezzenek egy merevlemezt egy olyan elektronikus hulladéklerakóból, amely egy befolyásos és erőszakos ember irányítása alatt áll. De amikor Matty csak a „Szitakötő” nevű rejtélyes fájlt hajlandó megmutatni a merevlemezről, a csapat azon kezd el tűnődni, hogy mi lehet az, ami olyan fontos a számára. |     |                                                                           |                    |                                                              |                                        |             |
| 52. | 8.  | Bosszú, katakombák és a fantom (Revenge + Catacombs + Le Fantome)         | Lily Mariye        | Brian Durkin                                                 | 2018. november 16. 2019. április 6.    | 6,20 millió |
| MacGyver és csapata veszélyes küldetésre indul, miután egy ír katonai hírszerző tiszt azzal fordul hozzájuk, hogy ismeri annak a „Szellem” nevű bombagyárosnak a hollétét, akit Mac már évek óta üldöz. |     |                                                                           |                    |                                                              |                                        |             |
| 53. | 9.  | 234 minta, légzőmaszk és járvány (Specimen 234 + PAPR + Outbreak)         | Mike Martinez      | Lindsey Allen                                                | 2018. november 30. 2019. április 13.   | 6,28 millió |
| Amikor ellopnak egy halálos vírussal teli fiolát az atlantai Járványügyi Központból, MacGyver és csapata sietve megpróbálja visszaszerezni azt, mielőtt a tolvaj az egész világra kiterjedő járványt indítana el. |     |                                                                           |                    |                                                              |                                        |             |
| 54. | 10. | Matty, Ethan és a hűség (Matty + Ethan + Fidelity)                        | David Straiton     | Andrew Karlsruher                                            | 2018. december 7. 2019. április 13.    | 6,36 millió |
| Matty megdöbbentő titkot tár fel a csapat előtt: van egy férje, aki nyolc éve beépült a D-társaság nevű bűnszövetkezetbe. Miután kiderül, hogy a férj a CIA ügynöke, Matty MacGyvert kéri meg, hogy találja meg, és menekítse ki a férjét, mielőtt túl késő lenne. |     |                                                                           |                    |                                                              |                                        |             |
| 55. | 11. | Mack, vita jack (Mac + Fallout + Jack)                                    | Carlos Bernard     | Jim Adler                                                    | 2019. január 4. 2019. április 20.      | 6,42 millió |
| Mac és Jack egy lazulós hétvégére indul Las Vegasba, de még ilyen rövid időre sem tudnak kikapcsolódni, mivel valaki a múltjukból elrabolja, és egy betonszobába zárja őket. |     |                                                                           |                    |                                                              |                                        |             |
| 56. | 12. | Orgazda, táska és Americium 241 (Fence + Suitcase + Americium-241)        | Ron Underwood      | Brian Durkin                                                 | 2019. január 11. 2019. április 20.     | 6,58 millió |
| Mac és csapata egy mestertolvajjal kénytelen összeállni annak érdekében, hogy el tudjanak kapni egy alvilági bűnözőt, aki a tolvajnőt bérelte fel arra, hogy lopjon el egy piszkos bombát. |     |                                                                           |                    |                                                              |                                        |             |
| 57. | 13. | Vadon, kiképzés és túlélés (Wilderness + Training + Survival)             | Brad Turner        | Joshua Brown és Andrew Klein                                 | 2019. január 18. 2019. április 27.     | 6,90 millió |
| Mac túlélő túrára viszi Bozert és Rileyt a Washington állambeli rengetegbe, de egy bűnözői csoport fogságába esik. Miközben Riley és Bozer próbálja a technológia segítsége nélkül megtalálni Macet, ő csak úgy tud életben maradni, hogy biztosítja a tolvajokat, ő képes megtalálni a tőlük ellopott és a vihar által elmosott pénzzel teli ládát. Matty és Jack hiteles bizonyítékra lel arra vonatkozóan, hogy az Ethan által a titkos küldetése során átvert férfiak megtalálták őt és a családját is. Sikerül is nekik meghiúsítani egy támadást, és segítenek elköltöztetni Ethant és családját, de eközben Ethan felesége, Deena információt szerez Matty és Ethan közös múltjáról. Matty biztosítja Deenát, hogy Ethan élete most már csak a felesége és a gyerekük körül forog, és hogy nem fogja megpróbálni visszaszerezni a férfit. |     |                                                                           |                    |                                                              |                                        |             |
| 58. | 14. | Apa, ara és árulás (Father + Daughter + Betrayal)                         | Avi Youabian       | Történet: Sophia Lopez Tévéjáték: Lindsey Allen és Nancy Kiu | 2019. február 1. 2019. április 27.     | 6,96 millió |
| Alonzo Olvera, egy nemzetközi fegyverkereskedő felajánlja, hogy feladja magát, és információval szolgál Matty számára az ügyleteivel kapcsolatosan, ha beengedik az Egyesült Államokba, hogy oltárhoz kísérhesse egyetlen lányát a lány esküvőjének napján. Matty beleegyezik, de beállítja Macet, Jacket, Rileyt és Bozert az esküvői vendégek közé, hogy biztos lehessen benne, hogy Alonzo nem fog elszökni. De fegyveres gengszterek, Alonzo elégedetlen ügyfelei rohanják le az esküvői fogadást. Miután elfogják őket, megtalálják Alonzot, akit cián injekcióval öltek meg. Mac kikövetkezteti, hogy az egyik olyan esküvői vendég állhat a támadás mögött, aki nagyon közel állt Alonzohoz. Az elkövető elfogása után Jack elmondja a csapatnak, hogy egy bizonytalan kimenetelű küldetésre megy, amelynek célja, hogy elfogják Tiberius Kovácsot, egy nemzetközi terroristát, akiről azt hitték, hogy évekkel ezelőtt meghalt egy robbanásban, de kiderült, hogy nagyon is él. |     |                                                                           |                    |                                                              |                                        |             |
| 59. | 15. | Kutya, csempészek és új tag (K-9 + Smugglers + New Recuit)                | Gabriel Beristain  | Rob Pearlstein                                               | 2019. február 15. 2019. május 4.       | 6,38 millió |
| Phoenix Desi nevű újoncának meglepő bemutatkozását követően MacGyver és a csapat azt a feladatot kapja, hogy kísérjék el, és védjék meg a fegyverek megtalálására is kiképzett drogkereső kutyát, akinek vérdíjat tűztek ki a fejére. De hamarosan rájönnek, hogy többen is vadásznak a négylábúra. |     |                                                                           |                    |                                                              |                                        |             |
| 60. | 16. | Lézer radar, árulók és kötelezettség (Ligar + Rogues + Duty)              | Stephen Herek      | Don Perez                                                    | 2019. február 22. 2019. május 11.      | 6,57 millió |
| A Phoenix Alapítványnak kell megtalálnia egy olyan pilóta holttestét, akinek a repülőgépe a Mac által tervezett kísérleti lézeres térképészeti rendszer tesztelése közben esett le. Riley megpróbálja beazonosítani azt a hackert, aki rávette a SWAT egységet, hogy letartóztassák őt és Elwoodot. |     |                                                                           |                    |                                                              |                                        |             |
| 61. | 17. | Magvak, permafrost és madártoll (Seeds + Permafrost + Feather)            | Alexandra La Roche | Nancy Kiu és Lindsey Allen                                   | 2019. március 8. 2019. május 18        | 5,62 millió |
| MacGyvert és a csapatot arra kérik fel, hogy fejtsen meg egy rejtélyes ügyet: egy távoli, hiperbiztonságos nemzetközi magbankból zárt ajtók mögül tűnt el egy férfi. |     |                                                                           |                    |                                                              |                                        |             |
| 62. | 18. | Murdoc, Helman támadás (Murdoc + Helman + Hit)                            | Roderick Davis     | Lee David Zlotoff                                            | 2019. április 5. 2019. május 25.       | 5,57 millió |
| Amikor Nicholas Helman ismét felbukkan, és újabb gyilkosságokat tervez, a Phoenix csapat kénytelen attól az embertől segítséget kérni, aki a legjobban ismeri őt… a pártfogoltjától, Murdoctól. |     |                                                                           |                    |                                                              |                                        |             |
| 63. | 19. | Barátok, ellenségek határok (Friends + Enemies + Border)                  | Andi Armaganian    | Justin Lisson                                                | 2019. április 12. 2019. június 1.      | 6,08 millió |
| MacGyver és Desi olyan szíriai menekültek egy csoportjának segít, akiket emberkereskedők üldöznek. Mindeközben Los Angelesben Bozer bent reked Oversight autójában, ami alá van bombázva. |     |                                                                           |                    |                                                              |                                        |             |
| 64. | 20. | Ogo-zónák, nagyfeszültség és kimenekítés (No-Go + High-Voltage + Rescue)  | Eagle Egillson     | Rob Pearlstein és Andrew Karlsruher                          | 2019. április 26. 2019. június 8.      | 5,54 millió |
| Amikor két amerikai turista eltűnését jelentik egy olyan veszélyes kincskereső játék közben, amelyet a világ legveszélyesebb országaiban kell teljesíteniük, a Phoenix egység kirándulónak álcázva magát elindul, hogy megtalálja, és élve hazahozza őket. |     |                                                                           |                    |                                                              |                                        |             |
| 65. | 21. | Hazaárulás, szívfájdalom rágógumi (Treason + Heartbreak + Gum)            | Stephen Herek      | Nancy Kiu és Lindsey Allen                                   | 2019. május 3. 2019. június 15.        | 5,33 millió |
| Mattyt volt férje, Ethan, arra kéri, hogy segítsen neki, miután az S-társaság nevű bűnszervezet elrabolja feleségét és lányát, valamint arra kényszeríti Mattyt hogy árulást kövessen el annak érdekében, hogy megmentse családját. Riley csatlakozik Billy Coltonhoz és Colton mamához egy párizsi küldetés során, és elszomorító felfedezést tesz. |     |                                                                           |                    |                                                              |                                        |             |
| 66. | 22. | Mason, kábel válaszutak (Mason + Cable + Choices)                         | Maja Vrvilo        | Jim Adler                                                    | 2019. május 10. 2019. június 22.       | 5,47 millió |
| MacGyver olyan új és igen ravasz ellenféllel kerül szembe, aki a jól kidolgozott terveivel lehetetlen döntési helyzetbe hozza Macet: vajon egy barát vagy száz ártatlan életét mentse-e meg. Mac olyan új információt kap, amely éket ver édesapjával való kapcsolatába. |     |                                                                           |                    |                                                              |                                        |             |

### Negyedik évad (2020)
| Sor. | Év. | Cím                                                                                   | Rendező          | Író                                                                                 | Premier                                | Nézettség   |
| --- | --- | ------------------------------------------------------------------------------------- | ---------------- | ----------------------------------------------------------------------------------- | -------------------------------------- | ----------- |
| 67. | 1.  | Tűz + hamu + örökség = Főnix (Fire + Ashes + Legacy = Phoenix)                        | David Straiton   | Terry Matalas                                                                       | 2020. február 7. 2020. szeptember 5.   | 5,94 millió |
| A korábbi MI6-ügynök, Russ Taylor felkeresi a Phoenix Alapítvány korábbi tagjait, Mace-et, Riley-t, Bozert, Matty-t és Desit, hogy segítségükkel találják meg azt a biológiai fegyvert, amelyet egy rejtélyes szervezet tervez bevetni egy nagyobb amerikai város elleni támadás során. |     |                                                                                       |                  |                                                                                     |                                        |             |
| 68. | 2.  | Vörössejt, kvantum hideg vállalás (Red Cell + Quantum + Cold + Committed)             | David Straiton   | Terry Matalas                                                                       | 2020. február 14. 2020. szeptember 5.  | 5,77 millió |
| A Nemzetvédelmi Minisztérium tábornoka, John Acosta MacGyvert kéri fel arra, hogy lopjon el egy szupertitkos projektet egy katonai laboratóriumból annak érdekében, hogy ellenőrizzék az esetleges biztonsági hiányosságokat. De amikor kiderül, hogy a tábornok ezzel a fegyverrel tervez támadást, Phoenixnek meg kell állítania Acostát, mielőtt a fegyver használatra kész lesz.                        |     |                                                                                       |                  |                                                                                     |                                        |             |
| 69. | 3.  | Gyerek, repülőgép drótkötél tartálykocsi (Kid + Plane + Cable + Truck)                | Lily Mariye      | Rob Pearlstein                                                                      | 2020. február 21. 2020. szeptember 12. | 5,83 millió |
| MacGyver és a csapat a levegőben száll át egy olyan repülőre, amelynek a pilótája szívrohamot kapott. A gépen jönnek rá, hogy az egészségügyi vészhelyzet nem volt véletlen. |     |                                                                                       |                  |                                                                                     |                                        |             |
| 70. | 4.  | Szélmalomharc, aceton celluloid ütőszeg (Windmill + Acetone + Celluloid + Firing Pin) | Eagle Egilsson   | Andrew Karlsruher                                                                   | 2020. február 28. 2020. szeptember 19. | 5,57 millió |
| MacGyver az idővel fut versenyt, hogy megmentse egy összedőlt épület túlélőit Németországban, de váratlanul egy új veszélyforrásra bukkan: egy 500 kilogrammos, fel nem robbant második világháborús bombát fedez fel a romok alatt. |     |                                                                                       |                  |                                                                                     |                                        |             |
| 71. | 5.  | Futball, Desi kalmár és titán (Soccer + Desi + Merchant + Titan)                      | Duane Clark      | Cindy Appel                                                                         | 2020. március 6. 2020. szeptember 26.  | 5,65 millió |
| Annak érdekében, hogy megtalálja a Codex vezetőit, és véget vessen a bundázásoknak, Desi fedett ügynökként épül be egy focicsapathoz, hogy így azonosítsa az árnyékszervezetnek dolgozó korrupt játékosokat. |     |                                                                                       |                  |                                                                                     |                                        |             |
| 72. | 6.  | Jó, a rossz mindkettő egyik sem (Right + Wrong + Both + Neither)                      | Roderick Davis   | Andrew Klein                                                                        | 2020. március 13. 2020. október 3.     | 5,84 millió |
| Angus "Mac" MacGyver létrehozza a Külszolgálatok Hivatalát, egy titkos szervezetet az USA kormányzatán belül, ahol arra használja fel rendkívüli problémamegoldó képességét és széles körű tudományos ismereteit, hogy emberi életeket mentsen meg. |     |                                                                                       |                  |                                                                                     |                                        |             |
| 73. | 7.  | Mac, Desi Riley Aubrey (Mac + Desi + Riley + Aubrey)                                  | Brad Turner      | Stephanie Hicks                                                                     | 2020. március 27. 2020. október 10.    | 6,72 millió |
| Egy dupla randi káoszba fullad, amikor Mac és Desi gyilkosság szemtanúja lesz az étteremben. Miközben a gyilkos után kutatnak, Riley próbálja titokban tartani az ő és barátai "nappali munkáját" új barátja, Aubrey elől. |     |                                                                                       |                  |                                                                                     |                                        |             |
| 74. | 8.  | Apa, Fia Apa Matriarcha (Father + Son + Father + Matriarch)                           | David Straiton   | Travis Fickett                                                                      | 2020. április 3. 2020. október 17.     | 7,07 millió |
| Miután egy robbanás majdnem megöli Oversightot, Mac segítségét kéri a robbantással gyanúsított, Mason nevű férfi felkutatásában. De amikor Mason elmondja nekik, hogy nem ő hajtotta végre a robbantást, hárman indulnak útra, hogy megkeressék a Codexet, azaz azt az árnyékszervezetet, amely félrevezette őket. Mac találkozik Gwendolyn nevű nénikéjével.                                               |     |                                                                                       |                  |                                                                                     |                                        |             |
| 75. | 9.  | Kód, Artemis Atom és Nemezis (Code + Artemis + Nuclear + N3mesis)                     | Michael Martinez | Brandon Botta és Casey Tollett Botta                                                | 2020. április 10. 2020. október 31.    | 6,38 millió |
| Macet barátai támogatják gyászában, de eközben a los angelesi elektromos műveket zsarolóvírusos támadás éri, ami áramkimaradáshoz vezet városszerte. Az egység rájön, hogy a zsarolóprogram kódját Riley írta még évekkel ezelőtt. |     |                                                                                       |                  |                                                                                     |                                        |             |
| 76. | 10. | Tesla, Bell Edison és Mac (Tesla + Bell + Edison + Mac)                               | Yangzon Brauen   | Rob Pearlstein                                                                      | 2020. április 17. 2020. november 7.    | 6,44 millió |
| Mac egy álomszerű állapotban próbál olyan kulcsfontosságú bizonyítékot megszerezni Nikola Tesla titkos laboratóriumából, amely segíthet megakadályozni a Codex által tervezett támadást. Mindeközben összefut Nikola Teslával, Alexander Graham Bellel, Thomas Edisonnal… és az édesanyjával is. |     |                                                                                       |                  |                                                                                     |                                        |             |
| 77. | 11. | Lélektani flikk, Cella Kalmár és Madarak (Psy-Op + Cell + Merchant + Birds)           | Ericson Core     | Történet: Stephanie Hicks & Andrew Klein Tévéjáték: Cindy Appel & Andrew Karlsruher | 2020. április 24. 2020. november 14.   | 6,20 millió |
| Macet egy álcázott börtöncellába zárják a Codex egyik vezetőjével, a Kalmárral, hogy elnyerje bizalmát, és titkos információkat szerezzen a szervezet terveiről. |     |                                                                                       |                  |                                                                                     |                                        |             |
| 78. | 12. | Hűség, Család Átállás és Rakéta (Loyalty + Family + Rogue + Hellfire)                 | Geoff Shotz      | Jim Adler                                                                           | 2020. május 1. 2020. november 21.      | 5,89 millió |
| A Phoenix csapat egységét igen nehéz fenntartani, miután MacGyver nénikéje, Gwen elülteti a bogarat Mac fülében a családjával és egyebekkel kapcsolatban, majd pedig rábeszéli Macet és Riley-t, hogy csatlakozzanak a Codexhez. Matty és Russ a Fehér Házhoz intézik aggodalmaikat a Codex-szel kapcsolatban.                                                                                              |     |                                                                                       |                  |                                                                                     |                                        |             |
| 79. | 13. | Mentsd meg a világot! (Save + The + Dam + World)                                      | Carlos Bernard   | Történet: Terry Matalas Tévéjáték: Cindy Appel                                      | 2020. május 8. 2020. november 28.      | 5,77 millió |
| Mac és Riley beépül a Codexbe, és azt remélik, hogy így majd belülről tudják megállítani a szervezetet, de a küldetésük félbeszakad, amikor Russ, Desi és a Phoenix egység elindul, hogy megakadályozza a Codexet abban, hogy tömegpusztító fegyvert vessen be. Ezzel Mac és Riley is a célkeresztbe kerül. Az egység rájön, hogy mi volt a valódi oka annak, hogy Russ megvásárolta a Phoenix Alapítványt. |     |                                                                                       |                  |                                                                                     |                                        |             |

### Ötödik évad (2020-21)
| Sor. | Év. | Cím | Rendező           | Író                                                                | Premier                                | Nézettség   |
| --- | --- | --- | ----------------- | ------------------------------------------------------------------ | -------------------------------------- | ----------- |
| 80. | 1.  | Wellness, Desi Riley Ablaktisztító Tanú (Resort + Desi + Riley + Window Cleaner + Witness)                                               | Avi Youabian      | Stephanie Hicks                                                    | 2020. december 4. 2021. április 10.    | 4,90 millió |
| Mac és a csapat beszivárog egy olyan elegáns hotelbe, amelyet nemzetközi bűnözők használnak rejtekhelyül. Itt próbálnak megtalálni egy nőt, aki létfontosságú információval szolgál a Kódex-szel kapcsolatosan, de a célpontjuk új, felismerhetetlen személyazonossággal érkezik, és még az arcát is teljesen átszabatta. |     | |                   |                                                                    |                                        |             |
| 81. | 2.  | Tolvaj, Festmény Aukció Viro-486 Igazságszolgáltatás (Thief + Painting + Auction + Viro-486 + Justice)                                   | Duane Clark       | Peter M. Lenkov & Andrew Klein                                     | 2020. december 11. 2021. április 10.   | 4,79 millió |
| Miután Taylor korábbi pártfogoltját megölik, miközben azt próbálja megakadályozni, hogy egy biológiai fegyver rossz kezek közé kerüljön, Macnek és a csapatnak meg kell találnia a fegyvert, hogy Desi még azelőtt ellophassa azt, hogy eladnák azt egy terrorista sejtnek. |     | |                   |                                                                    |                                        |             |
| 82. | 3.  | Napfogyatkozás, USMC-1856707 Lépésfeszültség Lefogó lánc Ma (Eclipse + USMC-1856707 + Step Potential + Chain Lock + Ma)                  | David Straiton    | Jim Adler & Stephanie Hicks                                        | 2020. december 18. 2021. április 17.   | 4,72 millió |
| Amikor Russt elrabolják, Mac és a csapat kénytelen megszöktetni egy veszélyes pszichopatából pacifistává vált rabot a börtönből, hogy segítsen nekik megtalálni társukat. Mac és Desi menekülés közben kénytelen szembenézni a kapcsolatukban felmerülő problémákkal. |     | |                   |                                                                    |                                        |             |
| 83. | 4.  | Banh Bao, Gyúlékony anyag Fúró Telefon Mason (Banh Bao + Drill + Burner + Mason)                                                         | Peter Weller      | Justin Lisson & Sophia Lopez                                       | 2021. január 8. 2021. április 24.      | 5,17 millió |
| Mac találkozik Desi szüleivel, de az esemény szerencsétlen fordulatot veszi, amikor Desi bátyja bajba kerül, és kétségbeesetten kér tőlük segítséget. Russnak és Mattynek egy korábbi ellenségüktől kell segítséget kérniük, amikor a csapattagnak jelentkező új jelöltet elrabolják. |     | |                   |                                                                    |                                        |             |
| 84. | 5.  | Jack, Kinematika Széftörő Kálium-nitrát + GTO (Jack + Kinematics + Safe Cracker + MgKNO3 + GTO)                                          | Ericson Core      | Jim Alder                                                          | 2021. január 15. 2021. május 8.        | 4,99 millió |
| Az egyetlen nyom egy rejtjeles képeslap, és Macnek, valamint a csapatnak ez alapján kell megoldania egy bűnbe esett régi barátjuk ügyét, és az igazságszolgáltatás elé állítani őt. |     | |                   |                                                                    |                                        |             |
| 85. | 6.  | Karantén, N95-ös maszk Vonalas telefon Teleszkóp Távolságtartás (Quarantine + N95 + Landline + Telescope + Social Distance)              | Andrew Ahn        | Stephanie Hicks & Andrew Karlsruher                                | 2021. január 22. 2021. május 15.       | 4,99 millió |
| A COVID-19 járvány első hulláma alatt Mac, Bozer és Riley együtt tölti a karantént, és így próbálnak meg megállítani egy folyamatban lévő bűnügyet a szomszéd házban. Russ romantikus kalandja kicsit tovább tart, és kissé bonyolultabbá válik, amikor kénytelenek együtt tölteni a karantént. |     | |                   |                                                                    |                                        |             |
| 86. | 7.  | Arany lándzsakígyó, Méreg Rúdugrás Vér és a Csomag (Golden Lancehead + Venom + Pole Vault + Blood + Baggage)                             | David Straiton    | Joshua Brown & Andrew Karlsruher                                   | 2021. február 5. 2021. május 29.       | 5,16 millió |
| A Mac és egy barátja által fejlesztett titkos kísérleti rákkezelés nyilvánosságra kerül, amikor tolvajok rámolják ki a laboratóriumukat, elrabolják Mac partnerét, és azt tervezik, hogy a kutatási eredményeket egy hatékony új idegméreg kifejlesztésére használják fel. |     | |                   |                                                                    |                                        |             |
| 87. | 8.  | SOS, Vegyvédelmiek Ultrahang Frekvencia az Utasok (SOS + Hazmat + Ultrasound + Frequency + Malihini)                                     | Yangzom Brauen    | Cindy Appel                                                        | 2021. február 12. 2021. június 5.      | 4,73 millió |
| Mac és a csapat segíteni indul, amikor Matty korábbi mentorát, Ian Caint és a nagykövetség alkalmazottait egy rejtélyes és halálos betegség dönti le a lábukról. Taylor és Bozer Jerry Ortega segítségével próbál beszivárogni az egyik Kódex sejtbe. |     | |                   |                                                                    |                                        |             |
| 88. | 9.  | Sínek, Szögek Csiga Vízcső és Só (Rails + Pitons + Pulley + Pipe + Salt)                                                                 | Christine Moore   | Rob Pearlstein                                                     | 2021. február 19. 2021. szeptember 11. | 4,96 millió |
| Mac és csapata nem tudja megakadályozni, hogy a Védelmi Minisztérium a Codex kezébe kerüljön, ezért Max kénytelen felmászni egy függőleges sziklán az általa összeeszkábált felszereléssel annak érdekében, hogy megelőzze az információk átadását. |     | |                   |                                                                    |                                        |             |
| 89. | 10. | Gyémánt, Földrengés Szén + Kommunikáció és Tornyok (Diamond + Quake + Carbon + Comms + Tower)                                            | Michael Martinez  | Andrew Karlsruher & Andrew Klein                                   | 2021. március 5. 2021. szeptember 18.  | 4,50 millió |
| Mac és csapata az egyik Codex vezér levadászására indul, de eközben rájönnek, hogy Murdoc meghackelte a kommunikációs csatornáikat, és hónapok óta lehallgatja őket. Ezért most Macnek és csapatának meg kell állítania Murdocot, aki Andrews-zal együttműködve azt tervezi, hogy emberek ezreit öli meg, és felfedi a Phoenix tagok legféltettebb titkait. |     | |                   |                                                                    |                                        |             |
| 90. | 11. | C8H7ClO, Nano-nyomkövetők Maldives ásványvíz Matty és Játszmák (C8H7ClO + Nano-Trackers + Resistance + Maldives + Mind Games)            | David Straiton    | Joshua Brown & Teresa Huang                                        | 2021. március 26. 2021. szeptember 25. | 4,31 millió |
| Mac és Riley a tengerentúlra indul, hogy megakadályozzák egy ottani kormány széthullását, de véletlenül belélegzik egy új és halálos nanotechnológiai fejlesztés eredményét. |     | |                   |                                                                    |                                        |             |
| 91. | 12. | Királyi család, Házasság Vivaah Sanskar Cink és Henna (Royalty + Marriage + Vivaah Sanskar + Zinc + Henna)                               | Anne Renton       | Monica Macer & Andrew Klein                                        | 2021. április 2. 2021. október 2.      | 4,34 millió |
| Mac, Desi és Russ titkos akcióba lép egy indiai királyi esküvő során annak érdekében, hogy megvédjenek egy olyan hercegnőt, akinek az élete a saját maga által bevezetett szabályok miatt került veszélybe. Russ és Sophia szemtől-szembe kerül egymással az esküvőn, Bozer pedig azt gyanítja, hogy Riley ismét visszatért egykori hacker életéhez, Matty pedig nyomozni kezd abban a reményben, hogy eredményre jut a Mac és Riley által lenyelt nano-nyomkövetők ügyében. |     | |                   |                                                                    |                                        |             |
| 92. | 13. | Pajta járgány, Motorolaj, La Punzonatura, Laborpatkányok és Tachométer (Barn Find + Engine Oil + La Punzonatura + Lab Rats + Tachometer) | Katie Eastridge   | Alessia Costantini & Andrew Karlsruher                             | 2021. április 9. 2021. október 9.      | 4,73 millió |
| Mac és csapata beleveti magát az olasz autókultúra világába, mivel így próbálnak meg rátalálni egy szökésben lévő bandavezérre. Eközben Mac kénytelen Desi segítségét kérni, amikor rájön, hogy kezdi elveszíteni a keze feletti uralmát. Mac és Desi összeköltözik, Riley pedig felfedi az igazságot Russ előtt a titkos hackercsapatával kapcsoltosan. |     | |                   |                                                                    |                                        |             |
| 93. | 14. | H2O, Ortofoszfát Mission City Korrózió és Eredet (H2O + Orthophosphates + Mission City + Corrosion + Origins)                            | Christine Swanson | Teresa Huang & Joshua Brown                                        | 2021. április 16. 2021. október 16.    | 4,33 millió |
| Mac és Desi elkíséri Bozert a házba, ahol felnőtt, mivel nagynénje életét vesztette egy tragikus balesetben, de hamar rájönnek, hogy ez akár gyilkosság is lehetett, mivel nagynénje megpróbálta nyilvánosságra hozni, amit megtudott a város szennyezett ivóvízellátásáról. Riley, Matty és Russ követi a nano-nyomkövetők ügyében folytatott nyomozás során feltárt nyomokat.                                                                                              |     | |                   |                                                                    |                                        |             |
| 94. | 15. | Emberrablás, Emlékek Idő Tűzijáték és Szórás (Abduction + Memory + Time + Fireworks + Dispersal)                                         | David Straiton    | Monica Macer & Alessia Costantini & Andrew Klein & Stephanie Hicks | 2021. április 30. 2021. október 30.    | 4,48 millió |
| Mac és Riley váratlanul eltűnik, majd 24 órával később egy kukoricaföldön ébrednek. Nem emlékeznek arra, miként kerültek oda, ezért bármi áron meg kell fejteniük a rejtélyt annak érdekében, hogy megtalálják azt, aki odavitte őket, és rájöjjenek, hogy miként távolítsák el a testükből a nano-nyomkövetőket. |     | |                   |                                                                    |                                        |             |

## Fordítás
- Ez a szócikk részben vagy egészben  a   List of MacGyver (2016 TV series) episodes című angol Wikipédia-szócikk ezen változatának fordításán alapul.  Az eredeti cikk szerkesztőit annak laptörténete sorolja fel. Ez a jelzés csupán a megfogalmazás eredetét és a szerzői jogokat jelzi, nem szolgál a cikkben szereplő információk forrásmegjelöléseként.